# Tani Tateki
Tani Tateki est un nom japonais traditionnel ; le nom de famille (ou le nom d'école), Tokugawa, précède donc le prénom (ou le nom d'artiste) Ieyasu.
Le vicomte Tani Tateki (谷 干城), 18 mars 1837 - 13 mai 1911 est un homme d'État et lieutenant-général de l'armée impériale japonaise pendant l'ère Meiji. Il est aussi connu sous le nom Tani Kanjō.

## Biographie

### Jeunesse
Tani Tateki naît à Kōchi dans la province de Tosa (actuelle préfecture de Kōchi), 4e fils d'un samouraï local. Il est envoyé à Edo en 1857, étudie auprès de Yasui Sokken, et participe au mouvement Sonnō jōi. En 1866, son domaine lui ordonne de se rendre à Nagasaki où il rencontre Gotō Shōjirō et Sakamoto Ryōma, qui le convainquent de rencontrer Saigō Takamori à Edo l'année suivante et de travailler pour une alliance entre Tosa et Satsuma.

### Carrière militaire

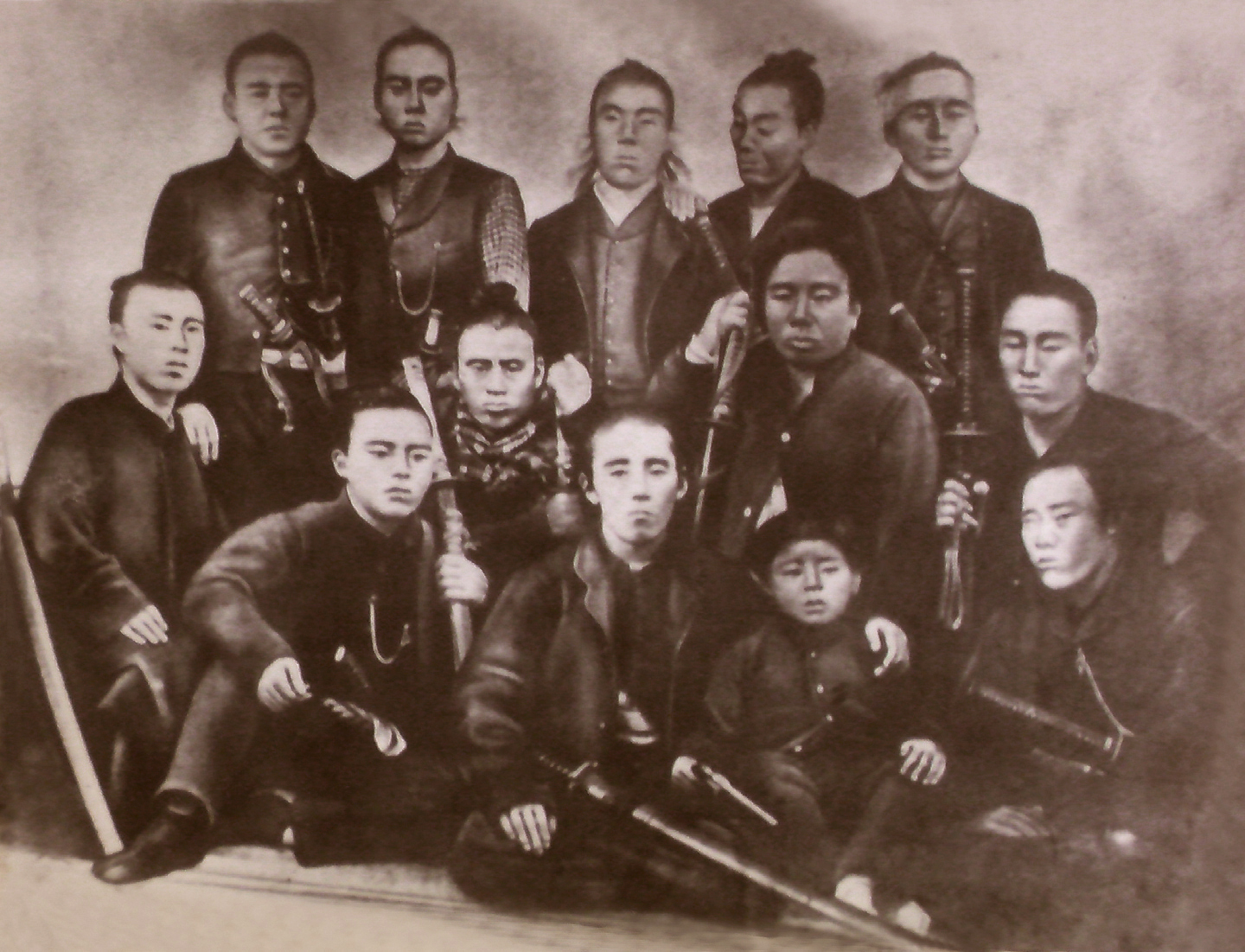
Jinshotai (De gauche à droite dans la rangée du bas : Ban Gondayu, Itagaki Taisuke, Tani Otoi (jeune homme), Yamaji Motoharu. De gauche à droite dans la rangée du milieu : Tani Shigeki (Sinbei), Tani Tateki (Moribe), Yamada Kiyokado (Heizaemon), Yoshimoto Sukekatsu (Heinosuke). De gauche à droite dans la rangée du haut : Kataoka Masumitsu (Kenkichi), Manabe Masayoshi (Kaisaku), Nishiyama Sakae, Kitamura Shigeyori (Chobei), Beppu Hikokuro.)

Tani prend part à la guerre de Boshin pour renverser le shogunat Tokugawa où il mène les forces impériales dans le nord de Kantō et aux campagnes d'Aizuwakamatsu.
Après la restauration de Meiji, Tani est nommé général dans l'armée impériale japonaise et aide à réprimer un certain nombre de soulèvements de samouraï dans Kyūshū, dont la rébellion de Saga et la rébellion Shinpūren. Il résiste pendant 52 jours au siège du château de Kumamoto dirigé par Saigō Takamori lors de la rébellion de Satsuma. Tani prend également part à l'expédition de Taïwan de 1874.
Par la suite Tani occupe le poste de commandant de l'académie de l'armée impériale japonaise avant de se retirer du service actif en 1881.

### Fonctionnaire Meiji
Tani est l'un des cofondateurs du parti politique conservateur Chūseitō en 1881. Il est également nommé président de l'école des pairs Gakushūin en 1884.
En 1885, Tani rejoint le premier cabinet Itō Hirobumi en tant que premier ministre de l'agriculture et du commerce, Cependant, il démissionne rapidement, mécontent de ce qu'il croit être la politique étrangère faible et vacillante d'Inoue Kaoru, en particulier en ce qui concerne la révision des traités inégaux.
En 1890, Tani est anobli au rang de shishaku (vicomte) dans le cadre du système de pairie kazoku et devient membre de la Chambre des pairs.

### Vues politiques
Les opinions politiques de Tani, comme on les appelle dans les années 1880 et 1890, sont un mélange de conservatisme, de libéralisme et de fervent anti-impérialisme.
Tani est l'un des dirigeants d'un groupe appelé « opposition conservatrice », alliance de généraux à la retraite, de politiciens et de pairs qui critiquent à la fois le gouvernement Meiji et le mouvement pour les droits populaires. Des membres éminents de l'opposition conservatrice, dont Tani, estiment que la « nation » est composée d'une union mystique entre l'empereur et le peuple, et par conséquent le gouvernement ne doit reposer ni sur les oligarques, ni sur les partis politiques. Dans ses propositions constitutionnelles, Tani suggère d'élever l'empereur à un statut d'arbitre entre les trois branches indépendantes du gouvernement - l'exécutif, le judiciaire et le législatif, équilibrées par un ensemble de freins et de contrepoids, mais laissées à la discrétion du trône impérial. Bien que critique de l'« égoïsme » des partis politiques, il est partisan de la liberté d'expression et de réunion.
Les vue de Tani en matière de politique étrangère sont un mélange d'anti- impérialisme et de la croyance en l'essence nationale du Japon (kokutai). Jeune général lors de l'expédition de Taïwan de 1874, il plaide pour l'occupation du sud de la Chine mais dans les années 1880, il réapparaît comme opposant militaire. Il s'oppose aux réformes de l'armée de Yamagata Aritomo et croit que l'armée japonaise ne doit être conservée que comme petite force à de seules fins défensives. Avec les généraux Miura Gorō, Torio Koyata et Soga Sukenori, il est cofondateur du « groupe des quatre généraux » qui s'opposent aux réformes militaires à la prussienne des années 1800. Même après la première guerre sino-japonaise de 1884-5, quand tous ses amis de l'opposition conservatrice s'enthousiasment pour l'expansion territoriale, il est farouchement contre toute avancée sur le continent. D'autre part, il se positionne contre toute concession aux étrangers dans la lutte contre les traités inégaux et croit que le Japon doit s'abstenir d'alliances avec les grandes puissances afin de préserver sa propre culture, ses traditions et l'essence nationale. La position unique de Tani en tant que rare penseur anti-impérialiste dans l'appareil militaire japonais lui vaut d'être décrit par Mutsu Munemitsu, ministre des Affaires étrangères du Japon, comme « une fleur solitaire dans un champ d'herbe ».

## Source de la traduction
- (en) Cet article est partiellement ou en totalité issu de l’article de Wikipédia en anglais intitulé « Tani Tateki » (voir la liste des auteurs).